# Alberto Bachelet
Pour les articles homonymes, voir Bachelet.
Alberto Arturo Miguel Bachelet Martínez (né le 27 avril 1923 à Santiago au Chili, et mort le 12 mars 1974 dans la même ville) est un militaire chilien, général de l'armée de l'air.
Il est le père de Michelle Bachelet, présidente de la république du Chili de 2006 à 2010, puis de 2014 à 2018.

## Biographie

### Famille
Sa famille paternelle est d'origine française (vignerons de Bourgogne à Chassagne-Montrachet en Côte-d'Or, d'où émigra en 1869 son arrière-grand-père, le vigneron Louis-Joseph Bachelet).
Il épouse l'anthropologue Ángela Jeria, avec qui il aura un fils, Alberto, et une fille, Michelle, qu'ils nommèrent ainsi en hommage à l'actrice française Michèle Morgan.

### Carrière
Durant le gouvernement du président Salvador Allende, il fut nommé à la tête du Bureau de distribution de produits alimentaires.
Franc-maçon, il a été membre de la Grande Loge du Chili pendant 28 ans. Il était entré en franc-maçonnerie sur l'insistance de son beau-père, pacifiste et lui-même maçon.

### Arrestation et mort
Après le coup d'État du 11 septembre 1973, accusé de trahison, il fut détenu et torturé par la dictature du général Pinochet.

En mars 1974, il mourut d'un arrêt cardiaque sans doute dû aux mauvais traitements subis durant son emprisonnement, en présence de son compagnon d'infortune le général Sergio Poblete, tandis que sa femme et sa fille étaient également incarcérées et torturées dans un autre centre de détention de Santiago.